# Playful Kiss
Playful Kiss en (romanización revisada, Jangnanseureon kiseu), también conocida como Mischievous Kiss y en español como Beso travieso, es una serie de televisión surcoreana de comedia romántica emitida desde el 1 de septiembre hasta el 21 de octubre de 2010 por MBC, basada en el manga Itazura na Kiss (イタズラなキッス?) original de Tada Kaoru y protagonizada por Kim Hyun Joong y Jung So Min. Playful Kiss fue la tercera adaptación para televisión de Itazuta na Kiss tras las series taiwanesas It Started With a Kiss (惡作劇之吻) de 2005 y su secuela They Kiss Again (惡作劇2吻) en 2007.
Pese a que la serie no obtuvo gran reconocimiento en su país de origen con una audiencia oscilante entre 5~10 % durante su emisión por televisión, a nivel mundial obtuvo gran éxito logrando exportarse a doce países inicialmente y obteniendo ganancias de cuatro mil millones de won. En el sitio de vídeo por streaming Viki obtuvo sobre setenta millones de reproducciones y le otorgó beneficios de 400 mil dólares en publicidad. Debido a su popularidad a nivel mundial, una edición especial titulada Playful Kiss: Special Edition fue estrenada en el portal estadounidense YouTube el 2 de noviembre de 2010, con siete episodios.
Diferentes medios extranjeros reportaron la popularidad de la serie e incluso el protagonista Kim Hyun Joong fue entrevistado en el programa Talk Asia de CNN, además la noticia llegó hasta el periódico USA Today. En 2012 Playful Kiss fue adaptada como una versión cinematográfica, esta fue estrenada exclusivamente en Japón y limitada solo a cines seleccionados de Tokio y Osaka en diciembre de ese año con el audio original en coreano y subtítulos en japonés, finalmente fue difundida en formato de DVD.

## Sinopsis
La historia gira alrededor de la vida de la estudiante Oh Ha-ni, quien está completamente enamorada de Baek Seung-jo, un apuesto y popular chico, primer lugar en las calificaciones de la escuela a la cual concurre. Ha-ni no parece demasiado inteligente, ni suele sacar buenas notas, además de ser un poco despistada, por lo que se esfuerza en su persistencia y valor para intentar enamorar a Seung-jo. En el momento de la declaración de Ha-ni, Seung-jo quien apenas la conoce, la rechaza completamente. Ha-ni decide no rendirse a pesar de ello y seguir intentando para lograr conquistarlo. De repente un terremoto golpea la ciudad y solo su casa se cae destruida.
Un viejo amigo de su padre los invita a vivir en su casa mientras reconstruyen la suya, para sorpresa de Ha-ni, se descubre viviendo en el hogar de Seung-jo, quien termina siendo el hijo mayor del amigo de su padre. A todo esto se le suma el hecho de que un amigo de Ha-ni, Bong Joon-goo, está completamente enamorado de ella y no está dispuesto a dejarla ir tan fácilmente aunque esta exprese su interés solo por Seung-jo, se desatará un triángulo amoroso entre ellos, al que se le sumaran otros personajes con el correr de la historia.

## Reparto

### Personajes principales
- Kim Hyun-joong como Baek Seung-jo.
- Jung So-min como Oh Ha-ni.
- Lee Tae-sung como Bong Joon-goo.
- Lee Si-young como Yoon He-ra.

### Personajes secundarios
- Jang Ah-young como Hong Jang-mi.
- Choi Won-hong como Baek Eun-jo.
- Jung Hye-young como Hwang Geum-hee.
- Kang Nam-gil como Oh Ki-dong.
- Oh Kyung-soo como Baek Soo-chang.
- Choi Sung-kook como Wang Kyung-soo.
- Yoon Seung-ah como Ko Min-ah.
- Hong Yoon-hwa como Jung Joo-ri.
- Choi Sung-joon como Kim Ki-tae.
- Hwang Hyo-eun como Song Kang-yi.
- Kang Doo como Song Ji-oh.
- Bye Bye Sea como unos seguidores de Joon-goo.
- Abigail Alderete como Chris.

## Banda sonora
| Track listing |                                           |                 |          |  |
| N.º           | Título                                    | Artista         | Duración |  |
| 1.            | «Kiss Kiss Kiss»                          | Pink Toniq      | 3:35     |  |
| 2.            | «One More Time»                           | Kim Hyun Joong  | 3:51     |  |
| 3.            | «키스해줄래» (Will You Kiss Me)           | G.NA            | 3:57     |  |
| 4.            | «널 부른다» (Neol Bureunda)               | Run             | 3:38     |  |
| 5.            | «Try Again»                               | Pink Toniq      | 3:49     |  |
| 6.            | «혼잣말» (Honjatmal)                      | Itaeseong       | 4:45     |  |
| 7.            | «사랑한다 말할까» (Saranghanda malhalkka) | Soyou (Sistar)  | 4:38     |  |
| 8.            | «Overture For Playful Kiss»               | Varios artistas | 4:47     |  |
| 9.            | «I Love You» (Tema principal)             | Varios artistas | 1:23     |  |
| 10.           | «고백» (Gobaek)                           | Varios artistas | 0:56     |  |
| 11.           | «Oh! Chef»                                | Varios artistas | 1:34     |  |
| 12.           | «Run, Run, Run»                           | Varios artistas | 0:45     |  |
| 13.           | «Marriage»                                | Varios artistas | 0:39     |  |
| 14.           | «Love Theme»                              | Varios artistas | 1:33     |  |
| 15.           | «With Friends»                            | Varios artistas | 1:59     |  |
| 16.           | «Love Waltz»                              | Varios artistas | 1:55     |  |
| 17.           | «Campus Life»                             | Varios artistas | 1:51     |  |
| 18.           | «Love & Sorrow»                           | Varios artistas | 2:35     |  |
| 19.           | «그림자» (Geurimja)                       | Varios artistas | 2:57     |  |
| 20.           | «그리워할수록» (Geuriwohalsurok)          | Varios artistas | 2:05     |  |
| 21.           | «설레임» (Seolreim)                       | Varios artistas | 0:59     |  |

## Recepción

### Audiencia
En azul la audiencia más baja y en rojo la más alta, correspondientes a las empresas medidoras TNms y AGB Nielsen.
| Ep. #    | Fecha de estreno         | Share    | Share | Share       | Share       |
| Ep. #    | Fecha de estreno         | TNmS     | TNmS  | AGB Nielsen | AGB Nielsen |
| Ep. #    | Fecha de estreno         | Nacional | Seúl  | Nacional    | Seúl        |
| -------- | ------------------------ | -------- | ----- | ----------- | ----------- |
| 1        | 1 de septiembre de 2010  | 3.5 %    | 3.8 % | 3.6 %       | 4.2 %       |
| 2        | 2 de septiembre de 2010  | 3.6 %    | 4.5 % | 3.7 %       | 4.6 %       |
| 3        | 8 de septiembre de 2010  | 3.2 %    | 3.6 % | 3.5 %       | 3.9 %       |
| 4        | 9 de septiembre de 2010  | 3.2 %    | 4.2 % | 3.4 %       | 4.4 %       |
| 5        | 15 de septiembre de 2010 | 3.4 %    | 3.9 % | 3.0 %       | 3.5 %       |
| 6        | 16 de septiembre de 2010 | 3.0 %    | 4.1 % | 2.8 %       | 3.9 %       |
| 7        | 22 de septiembre de 2010 | 5.8 %    | 7.0 % | 6.3 %       | 7.5 %       |
| 8        | 23 de septiembre de 2010 | 6.0 %    | 6.4 % | 5.8 %       | 6.2 %       |
| 9        | 29 de septiembre de 2010 | 4.0 %    | 4.8 % | 4.5 %       | 5.3 %       |
| 10       | 30 de septiembre de 2010 | 8.2 %    | 8.8 % | 7.5 %       | 8.1 %       |
| 11       | 6 de octubre de 2010     | 5.4 %    | 6.1 % | 5.6 %       | 6.3 %       |
| 12       | 7 de octubre de 2010     | 4.9 %    | 5.8 % | 5.7 %       | 6.6 %       |
| 13       | 13 de octubre de 2010    | 5.9 %    | 6.1 % | 6.0 %       | 6.2 %       |
| 14       | 14 de octubre de 2010    | 6.4 %    | 8.3 % | 5.6 %       | 7.5 %       |
| 15       | 20 de octubre de 2010    | 6.0 %    | 7.0 % | 6.1 %       | 7.1 %       |
| 16       | 21 de octubre de 2010    | 6.0 %    | 7.0 % | 5.9 %       | 6.9 %       |
| Promedio | Promedio                 | 4.9 %    | 5.7 % | 4.9 %       | 5.7 %       |

### Premios y nominaciones
| Año  | Premio                                  | Categoría                     | Nominado       | Resultado |
| ---- | --------------------------------------- | ----------------------------- | -------------- | --------- |
| 2010 | Korean Culture and Entertainment Awards | Mejor actriz para TV          | Jung So Min    | Ganador   |
| 2010 | MBC Drama Awards                        | Premio a la popularidad       | Kim Hyun Joong | Ganador   |
| 2010 | MBC Drama Awards                        | Mejor nuevo actor             | Lee Tae Sung   | Ganador   |
| 2010 | MBC Drama Awards                        | Mejor nueva actriz            | Jung So Min    | Nominado  |
| 2010 | MBC Drama Awards                        | Premio a la excelencia, actor | Kim Hyun Joong | Nominado  |

## Emisión internacional
- Emiratos Árabes Unidos: MBC4 (2014).
- Filipinas: GMA Network (2011).
- Hong Kong: TVB Japanese Drama (2010-2011) y J2 (2013).
- India: Puthuyugam TV.
- Indonesia: RTV.
- Japón: Mnet Japan (2010), Fuji TV (2011) y DATV.
- Singapur: E City y RED by HBO (2016).[16]
- Taiwán: Videoland Drama (2010-2011).